# Okotoks

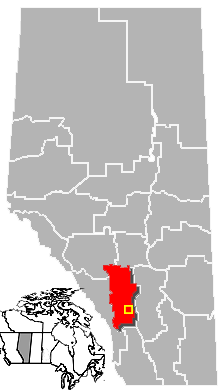
Localização de Okotoks em Alberta.

Okotoks é um município canadense da província de Alberta que faz parte da Região Metropolitana de Calgary. Situa-se a 18 km ao sul de Calgary. Sua população é de 11.664 habitantes (censo de 2001).
Em 24/09/2011, uma falsa notícia afirma que partes do satélite U.A.R.S. caíram nesse município canadense.